# LSV Boelcke Prossnitz
Der Luftwaffensportverein Oswald Boelcke Prossnitz war ein Fußballverein aus Prossnitz, dem heute in Tschechien gelegenen Prostějov.

## Geschichte
Die Gründung des nach dem Jagdflieger Oswald Boelcke benannten Vereins wird mit circa 1940 datiert. Die Fußballmannschaft trat zunächst im Bereich der Gauliga Sudetenland an, nach dem Aufstieg 1941 folgte in der Spielzeit 1941/42 mit nur einem Saisonsieg der direkte Wiederabstieg. Später nahm sie an der 1943 neu gegründeten Gauliga Böhmen-Mähren teil, Platzierungen und Endergebnis sind jedoch nur für die drei zuvorderstplatzierten Mannschaften MSV Brünn, MSV Kremsier und MSV Olmütz überliefert. Inwieweit zumindest zu Beginn der folgenden Spielzeit noch Spielbetrieb stattfand ist unklar, der Verein ging jedoch mit dem Deutschen Reich unter.